# Coriocarcinoma
El cororiocarcinoma és un càncer trofoblàstic, generalment de la placenta. Es caracteritza per la "propagació hematògena primerenca" als pulmons. Pertany a l'extrem maligne de l'espectre en la malaltia trofoblàstica gestacional. També es classifica com un tumor de cèl·lules germinals i pot sorgir en el testicle o l'ovari.